# Casa de la Cultura de Bellreguard
La Casa de la Cultura de Bellreguard és un centre cultural de Bellreguard, a la Safor. La seva oferta cultural se centra principalment en les arts escèniques, tant amb espectacles teatrals com de dansa, tot i que també acull concerts i exposicions.
L'edifici on està ubicada, de titularitat pública local i gestionat per l'ajuntament, va ser construït el 1986 i té un aforament de 400 persones. L'any 2009 s'hi van iniciar unes obres de reforma que incloïen la restauració de la pintura de la façana i la modificació i adequació de la instal·lació elèctrica de la il·luminació exterior de l'edifici, i el 2020 se'n va modernitzar el saló d'actes.